# 塔斯基分割圓問題
1925年，阿爾弗雷德·塔斯基提出一個問題：將平面上的一個圆分割成有限多塊，然後重新拼合成面積相同的正方形。
1990年米可斯·拉茲柯維奇證明這是可行的。但他的分割方法大量使用了選擇公理（axiom of choice），故该方法是不可构造的。这种分割方法至多將圓分割成約1050塊。2017年，Andrew Marks 和 Spencer Unger 使用博雷尔片给出了一个完全构造性的分割方法。
拉茲柯維奇還證明了更多：該重新拼合的過程中只須移動即可；旋轉並非必要。他隨之而證明任何平面上的單純多邊形均可分割成有限多片，只須移動來重新拼合一個面積相同的正方形。華勒斯·波埃伊·格維也納定理是相關但簡單得多的結果——若可以在重新拼合過程中移動和旋轉，一個多邊形割為有限多的多邊形塊後，可重新拼合成另一個面積相同的多邊形。
這些結果可以和在三維上的巴拿赫-塔斯基悖论（Hausdorff-Banach-Tarski paradox）相比；這些分割甚至改變集的體積，而平面上的問題則不能做到。
它跟化圓為方問題是不同的：使用尺規作圖的方法令圓形的面積變成正方形的面積，這是不可能的。塔斯基的問題使用了（不可證的）選擇公理來分割圓令成為一塊塊數目多至不可测集的片，所以它不能用實質工具這種只能畫出可量度集的物件顯示出來。